# 番子佐领
番子佐领（穆麟德轉寫：fandzi niru）是乾隆四十一年（1776年）由金川迁回京师的藏人所组成的佐领，隶属于内务府正白旗，共有一个佐领，但次年（1777年）即并入满洲正黄旗第四参领下，由内务府包衣佐领抬入旗份佐领之中。

### 引证
1. ↑  杜家骥 2008，第439頁
2. ↑   參: